# 平武紫堇
平武紫堇（学名：Corydalis pingwuensis）为罂粟科紫堇属下的一个种。

## 扩展阅读
- 維基物種上的相關：平武紫堇